# Journal of Differential Geometry
El Journal of Differential Geometry (en català: Revista de Geometria Diferencial) es una revista matemàtica, fundada el 1967 per Chuan-Chih Hsiung i editada per la Universitat de Lehigh de Bethlehem (Pennsilvània). La revista va ser editada pel propi Hsiung fins a la seva mort l'any 2009. El seu editor en cap és actualment Shing-Tung Yau, matemàtic de la Universitat Harvard. La revista és publicada per l'editorial International Press of Boston.
La revista està especialitzada en geometria diferencial i temes connexes, com equacions diferencials, geometria algebraica i topologia geomètrica. Publica nou exemplars a l'any distribuïts en tres volums de tres exemplars cadascun. La revista està indexada pels principals índexs del món de les matemàtiques: MathSciNet, Zentralblatt MATH, etc. La seva política editorial ha estat sempre de reunir el consell editor cada dos mesos per debatre els articles a publicar, lo qual ha fet que s'hagi convertit en una revista de prestigi.